# Martín Zabaleta
Martín Zabaleta Larburu (Hernani, 20 de septiembre de 1949) es un montañista español, conocido principalmente por ser el primer español que logró ascender a la cima del Everest.

## Biografía
Zabaleta es natural de la localidad de Hernani, en la provincia de Guipúzcoa, donde nació en 1949. Criado en los montes de Hernani, sin embargo vive actualmente en Estados Unidos, donde compagina el trabajo de carpintero con el de promoción del montañismo y guía de alta montaña, principalmente en los Andes y las Montañas Rocosas. 
La ascensión que realizó en 1980 al Everest le convirtió en un mito del alpinismo español, que se ha acrecentado por su alejamiento del País Vasco y su escasa presencia en los medios de comunicación.
También cuenta con ascensiones a otros dos ochomiles: el Kanchenjunga (1988) y el Cho Oyu (1989).

### Ascensión al Everest de 1980
En 1980 Zabaleta entró a formar parte de la "Euskal Espedizioa" (expedición vasca) con intención de hollar la cumbre del Everest. Esta expedición estaba integrada por dos docenas de montañeros españoles, al frente de ellos Ángel Vallejo y un equipo de sherpas dirigidos por el sirdar Pemba Thesaring. Una expedición similar, en la que no tomó parte Zabaleta, había intentado la ascensión sin éxito en 1974.
El 14 de mayo de 1980, en el tercer intento de la expedición por alcanzar la cumbre, Zabaleta se convirtió en el primer español en coronar la cima del Everest al hollar la cumbre en compañía del sherpa Pasang Temba. Zabaleta y Temba fueron los únicos miembros de la expedición española al Everest en lograr hacer la cumbre. La ascensión se realizó con soporte de oxígeno y por la Vía del Collado Sur. Zabaleta recogió indebidamente de la cumbre un rosario del papa que había dejado allí una expedición polaca anterior y que regaló a su madre. Zabaleta prometió devolver el rosario a su sitio en el Everest, cuando ya no fuera usado por su madre.
El descenso de ambos montañeros fue muy problemático. Se quedaron sin oxígeno y se vieron obligados a realizar un vivac en una grieta tras echárseles la noche encima en mitad de una ventisca. Tuvieron varias caídas además que pudieron costarles la vida. Sin embargo, lograron completar el descenso sin sufrir daños.
Cuando Zabaleta pisó la cumbre junto al sherpa Pasang Temba, plantó junto a la bandera nepalí, una ikurriña (bandera vasca), en la que también figuraban un símbolo antinuclear y el hacha y la serpiente del anagrama de la banda terrorista ETA en el año más sangriento de la banda con 98 asesinatos a sus espaldas. Los medios de comunicación en España, desconocedores de este hecho, se hicieron eco de la noticia con comentarios del orden de que "el techo del mundo ya tiene color español". Pocos meses después, cuando se publicaron en España las fotos en la cumbre donde se veían los símbolos citados, se avivó una importante polémica.